# Kunani
Kunani – miasto w Iranie, w ostanie Lorestan. W 2016 roku liczyło 7768 mieszkańców.